# مهرجان الأرز الدولي

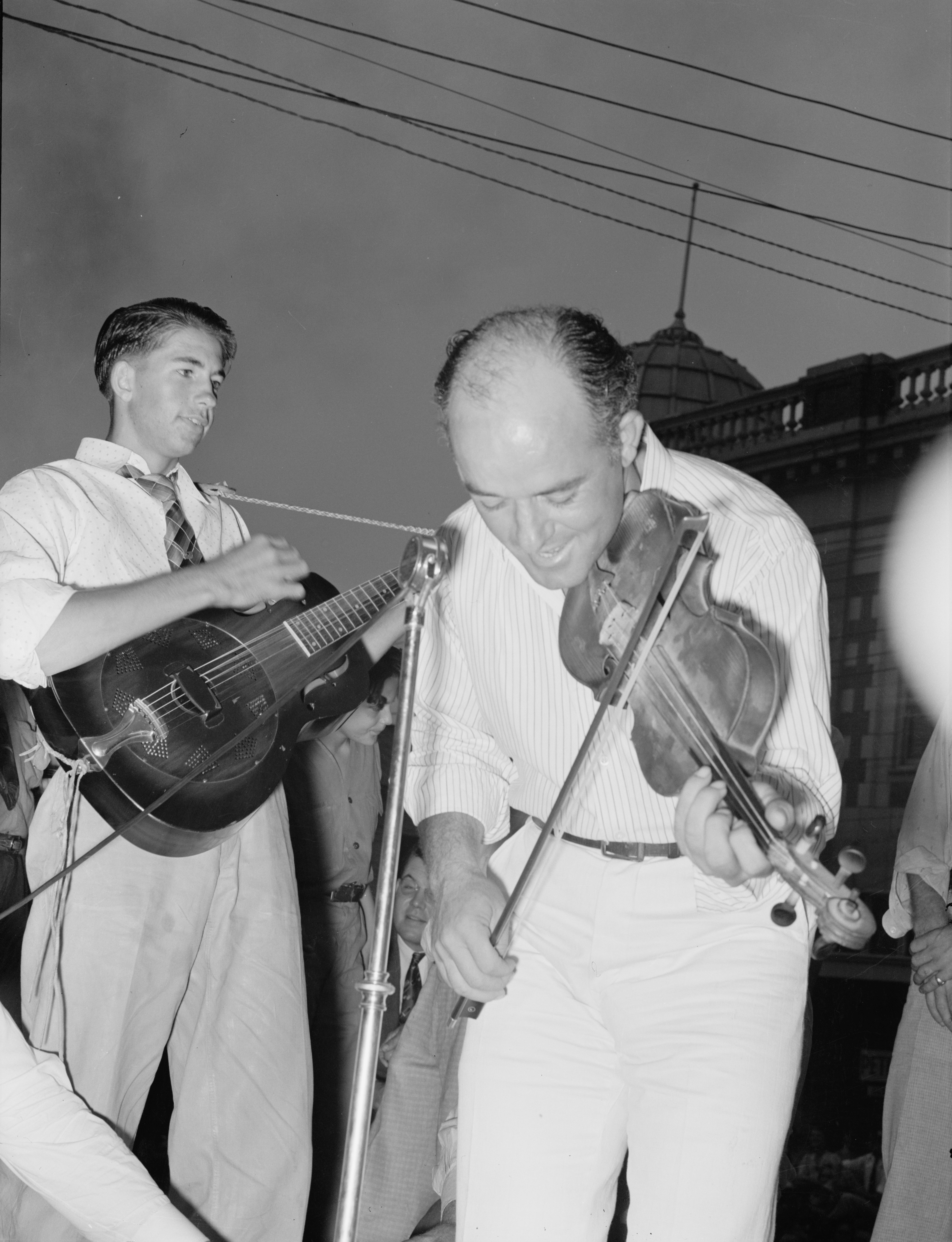
رجل "أكادي" يعزف كمان في مهرجان الأرز الدولي عام 1938. تصوير "راسل لي".

مهرجان الأرز الدولي هو مهرجان يقام سنويًا خلال العطلة الأسبوعية الثالثة من شهر أكتوبر، في مدينة "كراولي" بولاية لويزيانا، وغرضه هو الاحتفال بـ الأرز. يعتبر أقدم مهرجانٍ زراعي في ولاية لويزيانا، كما أنه من أكبر المهرجانات هناك. أقيم المهرجان الأول في 5 أكتوبر 1936 تحت اسم "مهرجان الأرز الوطني". تغير اسمه إلى "مهرجان الأرز الدولي" في عام 1946 عندما أعيد الاحتفال به بعدما توقف بسبب الحرب العالمية الثانية. حضر حوالي سبعة ملايين شخصٍ هذا الاحتفال السنوي منذ بداياته.

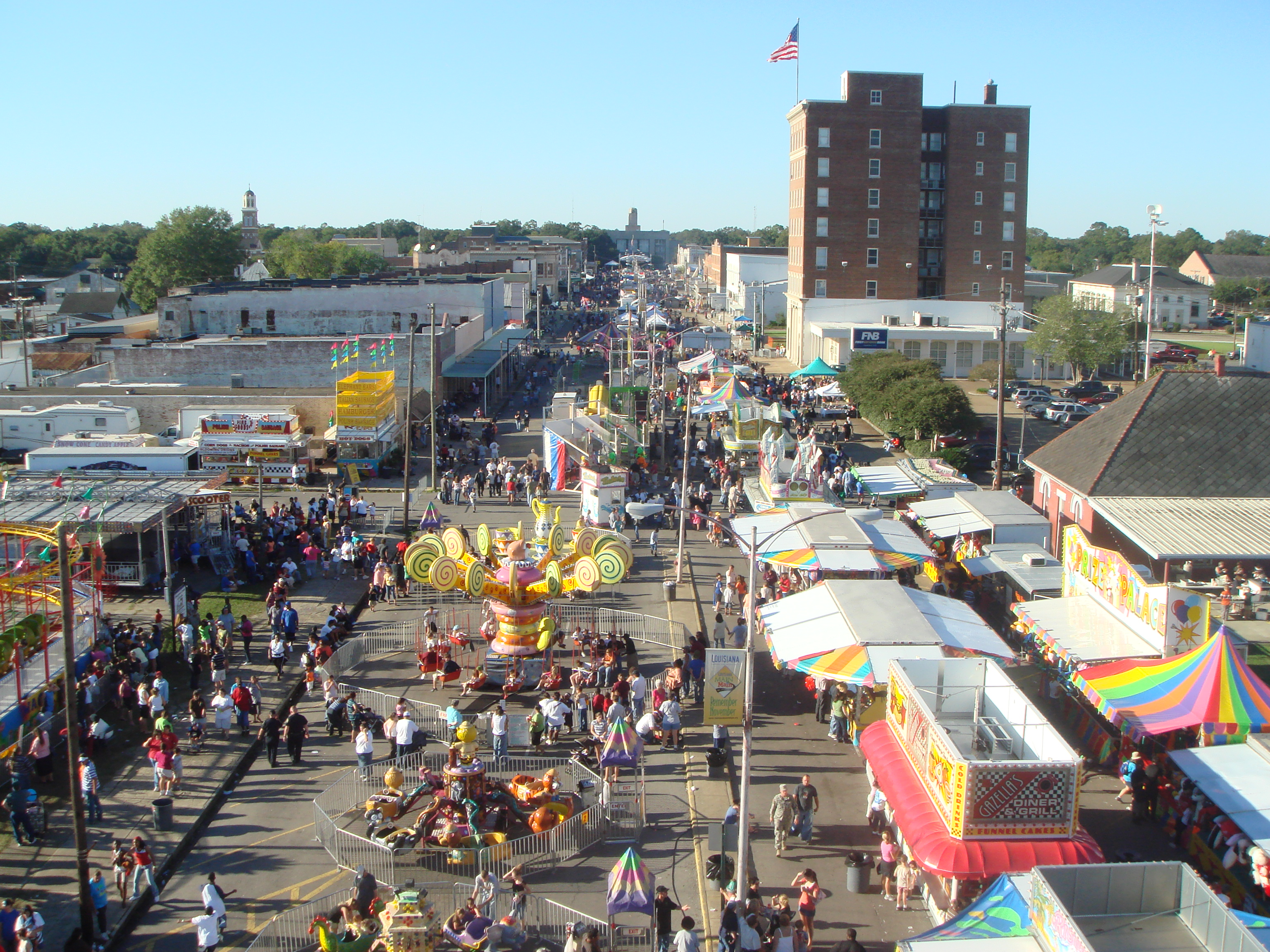
شارع مدينة "كراولي" الرئيسي في مهرجان الأرز الدولي عام 2007.

يتخلل المهرجان موكبَيْن. الثاني هو الأضخم ويقام عادة في يوم السبت. يتم تنظيم مسابقةٍ للطبخ، حيث يتنافس المتسابقون على لقب «طباخ الأرز Chef de Riz». بالإضافة إلى مسابقة أكل الأرز، ومآدب المزارعين، وحفل الملكة الراقص. تستمر العروض الترفيهية من الصباح الباكر حتى منتصف الليل، ويوجد معرض الحرف والفنون يقام بجوار أرض المهرجان وفي الشارع الرئيسي.